# V nový život (kniha)
V nový život je literární dílo ruského autora Ivana Šmeljova. Příběh líčí mládí a jinošství Seni, vesnického chlapce, jenž odchází z rodné vsi za prací do města. Kniha je oslavou prostého poctivého člověka, který se dennodenně potýká se zaobstaráním vlastní existence; a také vědy, která má přinést lidem pokrok a naději na onen „nový život“. Většina děje se odehrává v Moskvě, část ve vsi Chvorovka.
Zajímavostí je návod čtenářům vytištěný na předsádce, kterak knihu správně čísti (určeno pro žáky - edice se jmenuje Žákovská knižnice).
Česky knihu vydal Ústřední spolek jednot učitelských na Moravě v roce 1911 , do češtiny ji přeložil Jindřich Veselovský. Vzhledem k datu vydání dílo obsahuje nemálo zastaralých výrazů (např. bařina = bažina), i forma vyprávění (překladu) je poplatná době, ostatně i sám název je z dnešního pohledu archaismem.

## Obsah knihy
- I. Bída na vsi.
- II. Na kopci.
- III. Neočekávána událost.
- IV. Poslední pozdrav.
- V. V nový život.
- VI. U kola.
- VII. Cyrill Semjonič.
- VIII. Sirotek.
- IX. Kam jíti?
- X. V noclehárně.
- XI. Dvojí setkání.
- XII. Na lodi.
- XIII. Ranní almužna.
- XIV. Ve čtvrtém poschodí.
- XV. Žíti pro jiné, jiným sloužiti!
- XVI. Návštěva.
- XVII. Za soumraku.
- XVIII. V laboratoři.
- XIX. Přednáška.
- XX. Na statku.
- XXI. Sny.
- XXII. Sokrat Ivanič.
- XXIII. Změna.
- XXIV. V hromu a plamenech.
- XXV. K národu.
- XXVI. Na Vrabčích horách.
- XXVII. Opět v rodišti.
- XXVIII. Na prahu nového života.

## Postavy
- Vasil Vasiljevič Frjazin - vážený profesor botaniky.
- Sokrat Ivanič - Litvinec, svérázný muž.
- Ivan Maksimič - hrubý hospodář, u nějž je Seňa nějakou dobu v učení.
- Mikuláš - Seňův otec.
- Alexandr Nikolajevič Prochorov - šlechetný student, který společně se Sergejem Prochorovem začne Seňu vzdělávat.
- Cyrill Semjonič - tovaryš, jenž se ujme Seni z prosté lidskosti.
- Sergej Vasilič Semjonov - přítel Alexandra Prochorova.
- Seňa - vypravěč, mladý hoch.
- Šavel - Seňův dědeček.
- Váska - kamarád Seni, seznámil se s ním u Ivana Maksimiče v učení.

## Děj
Příběh začíná ve vsi Chvorovce. Vypravěčem je Seňa, mladý chlapec, jenž prostřednictvím svých rodičů a děda Šavela vnímá rostoucí bídu a apatii obyvatel. Děd Šavel věří, že bude dobrá úroda, ale opak je pravdou. Rodina musí prodat koně i krávu.
Otec Mikuláš odjíždí na čas pracovat do továrny a chybí tedy při práci na poli. Přes vesnici se vyměřuje zem, má tudy vést železniční trať. Děd Šavel umírá, nepřežije tyto změny. Na podzim bere otec Seňu do města k vyučení u Ivana Maksimiče. Zde se hoch seznámí s dalším chlapcem, Váskou. Maksimič i jeho žena se chovají ke svým chovancům hrubě, výprasky nejsou ničím výjimečným a Váska dokonce schytá i ránu rozpálenou žehličkou. Seňa netuší, proč jej sem otec dal a touží odsud zmizet. Náplní jeho práce v zatuchlé dílně je otáčet kolem, které pohání všelijaké stroje. Pojmenuje si jej pro sebe "čertovo kolo". Jednou jej hospodář bezdůvodně sešvihá olověným prutem. Zastane se jej Cyrill Semjonič, jeden z tovaryšů. Semjonič má zápal pro vědu a úctu k učencům. Cítí, že vzdělání může pomoci lidem z bídy a tím i jeho zemi. Zanedlouho Maksimič není schopen zaměstnávat dělníky, krachuje a musí všechny propustit.
Seňu si vezme na starost Cyrill Semjonič, odeberou se spolu do městské noclehárny. Mladý hoch pozoruje městský ruch a seznává, že tady je na tom mnoho lidí hůře než na vesnici, pouze přežívají jako žebráci a padají z jedné mizérie do druhé. V noclehárně se seznámí se Sokratem Ivaničem, Litvincem, bodrým mužem, který však v těchto těžkých časech ztrácí elán. Je to Cyrill Semjonič, jenž mu později dokáže vdechnout víru v lepší život. Nyní Cyrill onemocněl a Seňa se stal bezprizorním, v noclehárně nemůže zůstat. Má však štěstí, ujme se jej student Alexandr Nikolajevič Prochorov, jenž jej vede k četbě a se svým přítelem Sergejem Vasiličem Semjonovem jej hodlají vzdělávat. S tímto plánem seznámí i chlapcova otce Mikuláše. Navštíví je i Cyrill Semjonič, jenž se zotavil z tyfové[nepřesný odkaz] nákazy.
Seňa začne pomáhat v laboratoři botanika Vasila Vasiljeviče Frjazina a učí se mnohým užitečným informacím. Profesor botaniky je velmi vážený a hoch při jeho práci projevuje velký zájem. V laboratoři zaznamenává výsledky různých pokusů a měření, účastní se i odvodňování bažiny. Práce venku jej naplňuje.
„V tom okamžiku vzpomněl Seňa na Cyrilla Semjoniče, Litvince i otce. Žijí jako dříve uprostřed rachotících strojů v dusných továrních stěnách, v mračnech jisker. A zde!... Zde jest tváří v tvář přírodě. Mohutná rozpálená sluncem ležela před ním matka země, hleděla velkýma očima luhů, vydechovala miliony vůní, šeptala i jásala písní veselého lesa, hrála tajemnou ozvěnou. Zvala ho k sobě, svého syna.“
Od profesora se dozví, že Sergej Semjonov se během práce nakazil tyfem a zemřel. Je mu smutno, ale Frjazin jej uklidňuje.
„Pro takové lidi se nepláče, zasluhují více. Smrt... smrti není... Příroda nezná smrti... Símě zmizí dávajíc život rostlině... Dřevo shoří, dým se rozptýlí, ale vrátí se v zelené listí rostlin... Semjonov zemřel, nezmizel však beze stopy. Jeho trup splyne s vesmírem a duše jeho nesmrtelná, jeho obraz, obraz dobrého člověka, jenž obětoval se za druhé, nezhyne.“
Po deseti letech zaměstnání u profesora Frjazina se Seňa dostane na hospodářskou školu a získá stipendium. Za šest let ji dokončí a sejde se s Cyrillem Semjoničem. Pro něj je už velký pán, ale tak se mladý muž necítí, je skromný. Vytkne to svému mentorovi Cyrillovi. I Litvinci Sokratovi musí objasňovat, že se nikterak nezměnil, v jádru stále cítí s dělným lidem. Teď se mu naskýtá možnost spolupráce s jedním agronomem, což Seňa přijímá. Jeho smyslem se má stát poctivá práce ve prospěch své země, nyní zúročí veškeré nabyté znalosti. Ještě než odjede na místo své služby, zastaví se ve svém rodišti pozdravit příbuzné.